# Surjektivna funkcija
Za funkciju {\displaystyle f\colon X\to Y} kažemo da je surjektivna ili surjekcija ako je  slika funkcije jednaka kodomeni funkcije.
To znači da za svaki član kodomene funkcije postoji barem neki član iz  domene funkcije koji se preslikava u njega.
Zapisano simboličkom logikom, {\displaystyle (\forall y\in Y)\ (\exists x\in X):f(x)=y}.